# Intérêts fondamentaux de la nation
En droit français, les intérêts fondamentaux de la Nation font référence à une notion juridique introduite dans le code pénal (livre IV, titre Ier) par la loi 92-686 du 22 juillet 1992.
Les services de renseignement contribuent à la défense des intérêts fondamentaux de la Nation et à la stratégie de sécurité nationale (définie par l’article L 1111-1 du code de la défense) comme visant à « identifier l’ensemble des menaces et des risques susceptibles d’affecter la vie de la Nation, notamment en ce qui concerne la protection de la population, l’intégrité du territoire et la permanence des institutions de la République, et de déterminer les réponses que les pouvoirs publics doivent y apporter ».
Cette notion est reprise par la loi 2015-912 du 24 juillet 2015 relative au renseignement pour fonder l'activité des services spécialisés de renseignement, qui ne peuvent recourir aux techniques de recueil de renseignement que pour la « la défense et à la promotion des intérêts fondamentaux de la Nation ».

## Eléments de définition
Selon l'article 410-1 du code pénal : « Les intérêts fondamentaux de la Nation s’entendent au sens du présent titre de son indépendance, de l'intégrité de son territoire, de sa sécurité, de la forme républicaine de ses institutions, des moyens de sa défense et de sa diplomatie, de la sauvegarde de sa population en France et à l’étranger, de l’équilibre de son milieu naturel et de son environnement et des éléments essentiels de son potentiel scientifique et économique et de son patrimoine culturel ».
L'article L. 811-3 du Code de la sécurité intérieure, quant à lui, identifie 7 catégories d'intérêts fondamentaux de la Nation, inspirées de la définition de l'article 410-1 du Code pénal que sont : 
1. L'indépendance nationale, l'intégrité du territoire et la défense nationale ;
2. Les intérêts majeurs de la politique étrangère, l'exécution des engagements européens et internationaux de la France et la prévention de toute forme d'ingérence étrangère ;
3. Les intérêts économiques, industriels et scientifiques majeurs de la France ;
4. La prévention du terrorisme ;
5. La prévention : a) Des atteintes à la forme républicaine des institutions ; b) Des actions tendant au maintien ou à la reconstitution de groupements dissous en application de l'article L. 212-1 ;  c) Des violences collectives de nature à porter gravement atteinte à la paix publique
6. La prévention de la criminalité et de la délinquance organisées ;
7. La prévention de la prolifération des armes de destruction massive[5].

## Atteintes aux intérêts fondamentaux de la Nation
Elles sont réparties en plusieurs catégories[réf. nécessaire] :
- La trahison et l'espionnage ;
- Les autres atteintes aux institutions de la République française ou à l'intégrité du territoire national.
- Les autres atteintes à la défense nationale, qui se subdivisent en :
  - atteintes à la sécurité des forces armées et aux zones protégées intéressant la défense nationale ;
  - atteintes au secret de la défense nationale.